# The Zeta Project
The Zeta Project (no Brasil Projeto Zeta) é uma série animada americana de ficção científica produzida pela Warner Bros.. Estreou na Kids' WB em janeiro de 2001. É uma série baseada no personagem Zeta de Batman do Futuro. O show foi criado por Robert Goodman e pela Warner Bros. Animation.
O personagem principal da história, Zeta, é um robô humanóide (sintozóide) projetado para realizar assassinatos secretos em nome da NSA. No entanto, quando Zeta descobre que um de seus alvos é inocente, ele experimenta uma espécie de crise existencial sobre a bondade e o valor da vida, seguindo essa epifania, Zeta acha que ele não pode mais matar. O Zeta recém-iluminado se recusa a continuar como uma unidade de infiltração e abandona a sua missão, fugindo. Zeta é perseguido por uma equipe de NSA, liderados pelo agente obcecado Bennett, e é auxiliado pela adolescente de 14 anos, Rosalie "Ro" Rowan.
Foi exibido no Brasil pela primeira vez no canal Cartoon Network em 2001.

## História
Projeto Zeta conta a história do sintozóide (um robô com forma humana), programado para ser uma unidade de infiltração para matar em nome do governo americano, porém ao abortar uma missão ele passa a ser perseguido pela NSA (sigla em inglês para Agência de Segurança Nacional), liderada pelo agente James Bennet, que o considera um traidor.
Em meio à fuga, Zeta conhece Rosalie Rowen, uma adolescente órfã e delinqüente, que passa a ser sua melhor amiga, e ambos saem em busca de Eli Selig, arquiteto do "Projeto Zeta" e único que pode provar sua inocência.

## Personagens
- Unidade de Infiltração Zeta, o personagem-título. Como uma unidade de infiltração projetado para procurar e destruir pessoas específicas, Zeta tem a capacidade de holograficamente disfarçar-se como qualquer indivíduo que ele tem visto, bem como criar apresentações personalizadas através de misturar e combinar vários traços físicos. Embora Zeta já não possui a vasta gama de armas que vieram originalmente equipados com os braços são equipados com lâminas de serra e lasers de corte. Ele também possui uma grande variedade de outras ferramentas não-letais, tais como lasers de solda portáteis e uma interface de computador. Além disso, Zeta possui uma grande resistência mecânica, tem membros extensíveis, e é capaz de se auto-reparar.
- Rosalie "Ro" Rowan, uma órfã de 15 anos que se juntou Zeta em sua busca para provar sua inocência. Ela normalmente age como uma irmã mais velha sábia para Zeta, que muitas vezes é desinformado sobre como misturar corretamente com os seres humanos. Ela vê Zeta como uma família, e se recusa a abandoná-lo desde que ela lhe deve a vida. Em um episódio é revelado a Ro que ela tem um irmão.
- Bucky Buenaventura, uma criança gênio que, ocasionalmente, auxilia Zeta e Ro.
- Unidade de Infiltração iU7, um modelo posterior da unidade de infiltração que Zeta entra em conflito com após frustrar uma de suas missões. Unidade de infiltração 7 possui todas as habilidades de Zeta, maior resistência e durabilidade, e um arsenal muito maior. É muito menos sutil na execução das suas funções de Zeta e, portanto, do ponto de vista de Zeta, é mau.
- Dr. Selig, o, extremamente difícil de se encontrar, criador do Zeta.
- Agente James Bennet, o líder da equipe NSA enviado para capturar Zeta. Ele veementemente acredita que, independentemente do comportamento do Zeta, há algum motivo sinistro por trás da mudança repentina de Zeta na atitude e acredita que ele está trabalhando com o a organização terrorista Dia do irmão.
- Agente West, um agente incompetente cujo desejo de provar a si mesmo só resulta em irritações com seus superiores, colegas de trabalho, e praticamente qualquer outra pessoa que ele conhece ao ponto Ro nem sequer o considerar uma ameaça. Ele compartilha um sobrenome e é similar na aparência a Wally West, o único Flash no DCAU. Ambos os personagens são dublados por Michael Rosenbaum.
- Agente Lee, uma agente de nível mais elevado que vê em Zeta uma luz redentora como ele continua a sair do seu caminho para ajudar as pessoas. Mais tarde, ela sai do time, e em alguns casos ajuda Zeta a escapar das pessoas para quem ela trabalhou.
- Agente Rush, uma agente by-the-book, que substitui Lee depois que ela sai do time.

## Universo DC
Os robôs de treinamento utilizados pela Liga da Justiça (que também constitui em um desenho que faz parte do mesmo universo de Projeto Zeta) são muito parecidos com o primeiro design do Zeta de Batman do Futuro, estabelecendo que os robôs foram inicialmente desenvolvidos décadas antes de Ro ter encontrado Zeta. Um destes robôs foi utilizado pelo governo para atacar a Supermoça na Liga da Justiça Sem Limites, onde ele foi notado ser um  robô modelo "Z8" (daí a inspiração do Dr. Selig em chamá-lo de Zeta).
A série não teve final, Batman do Futuro teve participações em outras séries como Super Choque e Liga da Justiça, enquanto que o final de Projeto Zeta é um mistério guardado com Robert Goodman.

### Batman do Futuro
Zeta aparece pela primeira vez no episódio 33 de Batman do Futuro, o nome do episódio é "Zeta".
Zeta aparece no episódio 51, nomeado de Contagem Regressiva (Countdown no original). Zeta volta para  Gotham City atrás do Dr. Selig, mas acaba sequestrado por MadStan, que transforma ele numa bomba-relógio ambulante. Batman deve seguir a pista de Zeta antes do tempo acabar. Episódio anacrônico, já que o Batman teria conhecido a Ro em um episódio do Zeta intitulado "Sombras", no entanto em "Contagem regressiva" eles nunca se viram.

### Ordem da cronologia das séries do Warner Bros. Animation/Universo Animado DC (1992–2006)
| Seriado                                                      | Episódios                | Ano                 |
| ------------------------------------------------------------ | ------------------------ | ------------------- |
| Batman: A Série Animada                                      | 65                       | 1992–1993 (ou 1995) |
| As Aventuras de Batman e Robin                               | 20 (episódio 66 até 85)  | 1994-1995           |
| Superman: A Série Animada                                    | 54                       | 1996-2000           |
| The New Batman Adventures (br: As Novas Aventuras do Batman) | 24 (episódio 86 até 109) | 1997-1999           |
| Batman do Futuro                                             | 52                       | 1999-2001           |
| Static Shock (br: Super Choque)                              | 52                       | 2001-2004           |
| Projeto Zeta                                                 | 26                       | 2001-2002           |
| Liga da Justiça (en: Justice League)                         | 52                       | 2001-2004           |
| Liga da Justiça Sem Limites (en: Justice League Unlimited)   | 39                       | 2004-2006           |
| Total                                                        | 384                      | 1992-2006           |

## Exibição no Mundo
Australia
- Cartoon Network (2000–2008)

Brasil
- Cartoon Network (2001–2007)
- Boomerang (2007-2009)
- SBT (2003–2015; 2021-presente)
- Tooncast (2020-presente)

Canada
- YTV (2001–2008)

França
- Cartoon Network (2001–presente)

America Latina
- Cartoon Network (2001–2007)
- Boomerang (2007-2009)

Médio Oriente
- MBC 3 (2007–present)

Estados Unidos
- Kids' WB (2001–2002)

Reino Unido
- Cartoon Network (2001–2008)
- Boomerang (2008)
- Sky1 (2001–2002)

## Dublagem
| Personagem         | Dublador no Brasil                              |
| ------------------ | ----------------------------------------------- |
| Zee/Zeta           | Marcelo Sandryni                                |
| Ro Rowan           | Ana Lúcia Menezes                               |
| Bucky Buenaventura | Felipe Drummond                                 |
| Dr. Selig          | Miguel Rosenberg                                |
| Krick              | Waldyr Sant'anna                                |
| Agente Bennett     | Mário Cardoso                                   |
| Agente West        | Diego Larrea                                    |
| Agente Lee         | Mabel Cezar                                     |
| Agente Rush        | Rosane Corrêa (1ª voz) Tereza Cristina (2ª voz) |